# Edmundo Warnke
Pedro Edmundo Warnke Bravo  (3 de julho de 1951) é um ex-fundista e maratonista chileno.
Edmundo Warnke venceu a Corrida Internacional de São Silvestre, em 1976. E participou dos Jogos Olímpicos de Verão de 1972 e 1976: nos 5000m 10000 metros.